# Городское поселение город Томмот
Городско́е поселе́ние город Томмот — муниципальное образование в Алданском районе Якутии Российской Федерации.
Административный центр — город Томмот.

## История
Статус и границы городского поселения установлены Законом Республики Саха (Якутия) от 30 ноября 2004 года N 173-З N 353-III «Об установлении границ и о наделении статусом городского и сельского поселений муниципальных образований Республики Саха (Якутия)»

## Население
| 2011  | 2012  | 2013  | 2014  | 2015  | 2016  | 2017  |
| ----- | ----- | ----- | ----- | ----- | ----- | ----- |
| 8667  | ↘8465 | ↘8251 | ↘8064 | ↘7860 | ↘7719 | ↘7553 |
| 2018  | 2019  | 2020  | 2021  | 2023  |       |       |
| ↘7426 | ↘7278 | ↗7301 | ↘6887 | ↘6727 |       |       |

## Состав городского поселения
| № | Населённый пункт | Тип населённого пункта        | Население |
| - | ---------------- | ----------------------------- | --------- |
| 1 | Безымянный       | пгт                           | →0        |
| 2 | Верхняя Амга     | село                          | ↘12       |
| 3 | Томмот           | город, административный центр | ↘6320     |
| 4 | Улу              | село                          | ↘109      |
| 5 | Ыллымах          | посёлок                       | ↘326      |